# Mabung
Mabung is een bestuurslaag in het regentschap Nganjuk van de provincie Oost-Java, Indonesië. Mabung telt 5305 inwoners (volkstelling 2010).